# 雅罗斯瓦夫·罗泽维奇
雅罗斯瓦夫·罗泽维奇（波蘭語：Jarosław Rodzewicz，1973年5月11日—），波兰男子击剑运动员。他曾代表波兰参加1996年夏季奥林匹克运动会击剑比赛，获得男子团体花剑银牌。